# Pasque piemontesi
Con il termine Pasque piemontesi si indicano le persecuzioni in Piemonte, di cui furono vittima i valdesi delle cosiddette valli Valdesi, in special modo nell'anno 1655, ad opera dell'esercito del Ducato di Savoia. Le campagne militari, fermate poi da un movimento di opinione internazionale, portarono alla morte, secondo le fonti valdesi, di 1712 persone. Furono alla base dell'inizio delle guerre sabaudo-valdesi.

## Antefatti
I rapporti tra le comunità di professione religiosa valdese del Piemonte occidentale ed il ducato di Savoia si inasprirono dopo la morte di Vittorio Amedeo I di Savoia (1637), con la salita al trono di Carlo Emanuele II di Savoia sotto la reggenza della madre, Maria Cristina di Borbone-Francia. Le lotte tra quest'ultima e i fratelli di Vittorio Amedeo, che volevano per sé la reggenza, portarono entrambe le parti in gioco a tentare di ingraziarsi per quanto più possibile il potere ecclesiastico della Chiesa cattolica.
In questo quadro, tradendo gli impegni assunti con la Pace di Cavour, il governo ducale operò una progressiva riduzione delle libertà della comunità valdese abitante nelle valli occidentali del Piemonte, che fu costretta a ritirarsi sempre più all'interno delle montagne, mentre al contempo veniva favorita una "cattolicizzazione" forzata degli stessi, con l'installazione di conventi e l'incentivazione alla conversione alla fede ufficiale cattolica.
 Editti successivi ridussero via via le libertà dei suddetti valdesi, fino all'editto del 15 maggio 1650.
Negli anni successivi, si verificarono quindi diversi episodi volti ad accrescere la tensione e cercare un casus belli. Nel 1653 i valdesi furono accusati dell'incendio del convento di Villar Pellice. Questo evento, peraltro, non ostacolò la firma, lo stesso anno, di un trattato tra Ducato e comunità valdese che ripristinava almeno in parte i preesistenti privilegi, annullando il decreto del 1650. Successivamente, altri giovani valdesi furono accusati di avere abbattuto un pilone votivo, ed altri ancora di aver ostacolato lo svolgimento di una processione cattolica facendola attraversare da un asino imbizzarrito.
Nello stesso periodo morì la marchesa di Pianezza (alle porte di Torino), personaggio molto attivo nell'opera di cattolicizzazione delle valli. La marchesa, morente, lasciò il suo patrimonio al marito marchese di Pianezza, Carlo Emanuele di Simiana, militare di carriera ed alto funzionario della Propaganda Fide, con la clausola che egli avrebbe dovuto usarlo per facilitare la conversione dei Valdesi. Il Muston sostiene che la congregazione Propaganda Fide, appoggiata dalla Compagnia di Gesù, fu molto attiva nell'esercitare pressioni sui duchi di Savoia e sugli ambienti di corte (ivi compresi i marchesi di Pianezza), nell'intento finale di "estirpare l'eresia dalle valli".
Il Ducato di Savoia iniziò a preparare un'azione militare. A questo scopo, il governo del Ducato pensava di approfittare anche del passaggio di truppe francesi di ritorno da Modena, acquartierandole nelle valli valdesi ed utilizzandole per l'azione militare. Il vero casus belli avvenne nel 1655, con l'uccisione di un sacerdote cattolico a Torre Pellice: l'assassino (tale Berru), dietro promessa dell'immunità, accusò falsamente il moderatore valdese Jean Léger, che fu condannato a morte in contumacia.
Un editto del 15 gennaio 1655 richiese l'applicazione del decreto del 1650, in particolare ove esso prevedeva che i Valdesi abbandonassero i territori più a valle e si ritirassero nei soli territori di Angrogna, Bobbio Pellice, Villar Pellice e Rorà. I Valdesi riuscirono ad ottenere che il decreto fosse temporaneamente limitato ai soli capi famiglia, che si trasferirono quasi tutti ad Angrogna, e nel contempo tentarono di stabilire un tavolo di trattativa con il Ducato, che affidò la gestione della cosa al concilio di Propaganda Fide. Le trattative durarono fino all'aprile del 1655, quando un'ultima legazione valdese avrebbe dovuto essere ricevuta dal marchese di Pianezza. Questi però li fece attendere a vuoto, ed il 16 aprile, nottetempo, lasciò la città, e raggiunse il suo esercito che era già in marcia verso le valli valdesi.

## La presa di Torre Pellice
Le operazioni militari ebbero inizio il 17 aprile 1655, quando il marchese di Pianezza chiese alla città di Torre Pellice il permesso di acquartierarvi 800 soldati e 300 cavalieri. I Valdesi rifiutarono, asserendo che non avrebbero potuto dare ospitalità in una città dove non erano più residenti ai sensi del decreto del 15 gennaio. La sera stessa, le truppe del marchese risalirono la valle indisturbate, e si accamparono sotto le mura di Torre Pellice. I Valdesi, incerti sul significato delle operazioni del marchese, e temendo di peggiorare le relazioni con il Duca, non si disposero alla difesa. Solo Giosuè Janavel, un abitante di Rorà, era favorevole ad iniziare subito un'azione di resistenza attiva, ed anzi fin dal febbraio precedente aveva cominciato a radunare volontari per eventuali operazioni militari.
Il marchese ripeté la richiesta di acquartieramento, e ad un nuovo rifiuto dei valdesi lanciò un ultimatum alla città. Gli abitanti predisposero in tutta fretta delle difese, e verso le 10 di sera le truppe del marchese attaccarono la città. Dopo circa tre ore di combattimenti durante le quali entrambi gli schieramenti mantennero le postazioni, gli attaccanti riuscirono ad aggirare le barricate dei difensori e ad entrare in città da tergo. I difensori, ora accerchiati, riuscirono a sfondare il secondo fronte degli assalitori ed a fuggire, ritirandosi sulle montagne, mentre le truppe del marchese prendevano possesso della città. Il giorno successivo, Domenica delle Palme, le truppe del marchese partirono in caccia dei fuggitivi, mentre verso sera arrivarono a Torre Pellice nuove truppe del Ducato.
L'esercito del marchese contava ora su diverse migliaia di uomini. Le cifre esatte divergono; il Muston parla di 15.000 uomini, citando la testimonianza di Jean Léger, presente ai fatti; il sito del Comune di Inverso Pinasca, appoggiandosi a studi storiografici più recenti, parla di 4.000 uomini; sabaudia.org porta la cifra a 40.000 uomini, senza peraltro citare fonti. Le truppe erano divise in 4 reggimenti, comandati rispettivamente dal Signor de Petitbourg, dal marchese Galeazzo, dal principe di Montafon, e dal marchese di San Damiano.
Si trattava di un esercito piuttosto eterogeneo: ai soldati si univano volontari, criminali comuni ed un contingente di irlandesi. Questi ultimi erano stati cacciati dall'Inghilterra di Cromwell per aver commesso diversi massacri di protestanti e si erano aggregati alle truppe del Pianezza dietro promessa di ricevere in pagamento le terre che sarebbero state conquistate ai Valdesi.

## Le stragi
Domenica 18 aprile, dopo la fuga, i Valdesi fuggiti da Torre Pellice si erano rifugiati sulle montagne, e lì cominciarono a preparare le difese. Il giorno seguente, 19 aprile, le truppe del Pianezza attaccarono i Valdesi a Torre Pellice, Luserna San Giovanni, Angrogna e Bricherasio, ma furono respinti in ogni occasione. Il giorno successivo, 20 aprile, vi furono nuovi attacchi a Luserna San Giovanni ed a Tagliaretto, anche questi respinti. Il Pianezza cambiò allora tattica. La mattina del 21 aprile fece convocare i rappresentanti dei Valdesi; a questi dichiarò che gli attacchi non erano stati voluti da lui, ma che erano dovuti all'indisciplina delle truppe, che si erano abbandonate ad azioni non autorizzate.
Imputando questi fatti alla difficoltà di tenere a bada un esercito così numeroso, propose di separare le truppe ed alloggiarle a piccoli gruppi in tutti i paesi dell'alta valle, in modo che fossero più facilmente controllabili. I rappresentanti valdesi appoggiarono il progetto quasi all'unanimità, con le sole eccezioni di Léger e Janavel. Quest'ultimo rientrò a Rorà, mentre quella sera stessa le truppe del marchese si installarono nella valle principale ed in valle Angrogna. In quest'ultima valle era prevista la presenza di un solo reggimento. Se ne presentarono invece due, ed uno di essi diede fuoco alle case di Tagliaretto.
L'incendio allarmò gli abitanti della valle, dove, come detto, si erano rifugiati quasi tutti i capi famiglia fuggiti dalla pianura e dalla bassa valle in seguito all'editto del 25 gennaio; tutti gli uomini validi fuggirono in val Chisone, allora sotto dominio francese, lasciando in paese solo donne, vecchi e bambini. Nella valle principale, la risalita delle truppe avvenne invece con meno clamore; vi furono comunque episodi isolati di violenza, con case bruciate e persone uccise, ma la notizia di questi fatti non ebbe modo di diffondersi. La val Pellice venne così completamente occupata dalle truppe del marchese, tranne la zona di Rorà, che rimase non presidiata.
Nei giorni seguenti, le truppe del marchese mantennero un certo contegno, cercando di guadagnarsi la fiducia della popolazione. Ad Angrogna, in particolare, cercarono di convincere la popolazione rimasta a richiamare in patria i fuggitivi, alcuni dei quali effettivamente rientrarono in paese. Sabato 24 aprile, vigilia di Pasqua, alle 4 del mattino, un segnale convenuto dal castello di Torre Pellice diede inizio alle operazioni. I soldati assalirono con le armi la popolazione civile, abbandonandosi a stupri e torture, e gran parte della popolazione venne massacrata sul posto. Gli Irlandesi, in particolare, si distinsero per ferocia.
Parte dei Valdesi superstiti riuscì a rifugiarsi nel Queyras, mentre molti dei restanti superstiti furono imprigionati e condotti in diverse carceri, dove molti di loro sarebbero rimasti per anni, sottoposti ad ulteriori torture; molti altri furono convinti con la forza a convertirsi al cattolicesimo. I bambini rimasti orfani o comunque dispersi vennero raccolti ed affidati a famiglie cattoliche. Si salvò solo la popolazione di San Martino, in val Germanasca, che, avvertita dal cattolico Emanuele Bocchiardo, riuscì a riparare in alta val Chisone. Nelle valli, il culto protestante venne proibito, e la popolazione rimanente fu forzata ad abiurare. Il comandante di uno dei quattro reggimenti, il Signore de Petitbourg, venuto a conoscenza dei piani del marchese, si rifiutò di prendervi parte, e rassegnò le dimissioni dal comando.

### Bilancio delle stragi

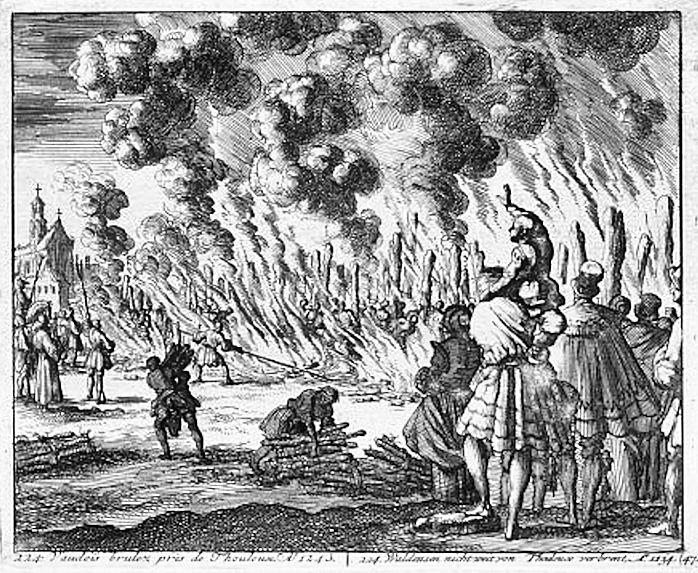
Valdesi uccisi con il fuoco

Le vittime si concentrarono soprattutto a Pra del Torno, Villar Pellice, Bobbio Pellice, Rorà, Prali. Il bilancio finale, secondo un documento valdese del 1656, fu di 1712 morti tra uomini e donne; inoltre, 148 bambini furono portati via dalle valli ed affidati a famiglie cattoliche.
Secondo fonti ducali, le vittime furono molte meno. Diversi documenti citati dal Muston parlano di poche decine di morti; un documento parla di 50 morti, un altro di 10 o 12 morti. Una relazione ufficiale dell'11 maggio parla però di 160 morti a Bobbio Pellice e di 150 a Villar Pellice; il Muston, estrapolando questi dati all'intera valle, stima almeno 2000 morti.
Il marchese di Pianezza asserì sempre che non vi era stata alcuna azione contro la popolazione civile, ma nel diario di uno degli ufficiali del marchese di San Damiano vengono confermate diverse scene di tortura. Lo stesso signor de Petitbourg, il 27 novembre 1655, fece pubblicare una dichiarazione giurata, sottoscritta davanti a testimoni, in cui dichiarava di essere stato testimone oculare delle torture e delle uccisioni indiscriminate di civili.
(Giordano Bruno Guerri, Antistoria degli italiani, Mondadori, Milano, 1997, pag.147)

## La difesa di Rorà
Come detto in precedenza, Rorà non era stata presidiata. La mattina del 24 aprile un battaglione di 500 o 600 uomini del reggimento di San Damiano, sotto il comando del conte Cristoforo di Lucerna, conte di Rorà, avanzò verso Rorà da Villar Pellice. Janavel vide gli uomini arrivare, e con 6 compagni si piazzò in corrispondenza di un passaggio obbligato, presso roccia Rumer. Qui, sfruttando la conoscenza dei luoghi, metodi di guerra psicologica ante litteram, e l'effetto sorpresa, il manipolo valdese riuscì a mettere in fuga gli assalitori.
Janavel avvertì i compaesani, che, ignari dei massacri del giorno stesso, inviarono una delegazione per inoltrare una protesta al marchese di Pianezza. Questi di nuovo asserì che si era trattato solo di un errore, ed assicurò che non si sarebbe ripetuto. Il 25 aprile un altro battaglione si avvicinò a Rorà dal monte Cassulet. Janavel, con altri 17 uomini, li attese di nuovo in posizione favorevole: i 12 moschettieri e 6 frombolieri valdesi riuscirono a mettere in fuga gli assalitori, ed anzi ad inseguirli causando perdite rilevanti.
Il Pianezza inviò il conte di Rorà al paese per rassicurare gli abitanti, e nel frattempo si mise ad organizzare una nuova spedizione. Nella notte tra il 26 ed il 27 aprile gli abitanti, evidentemente non rassicurati dal conte, abbandonarono Rorà e si rifugiarono sulle pendici del monte Friolànd. Il 27 aprile un battaglione del marchese entrò in Rorà, bruciò alcune case e se ne andò portando con sé un cospicuo bottino, comprese mandrie e greggi. Janavel con i suoi 17 uomini li attese sulla via del ritorno, e con i suoi uomini li assalì in località Damasser. Il reggimento, impedito nei movimenti dal bottino, ripiegò verso Villar Pellice, ma Janavel lo precedette sulla via e lo assalì una seconda volta a Pian Pra; sorpresi, gli uomini del marchese si sbandarono e fuggirono, lasciando tutto il bottino, che venne recuperato dagli abitanti.
Il marchese raccolse un nuovo reggimento, che venne affidato al comando di Gian Bartolomeo Malingri di Bagnolo. Il 28 aprile, diviso in due colonne, il reggimento salì verso Rorà. Le truppe di Janavel si erano rinforzate, arrivando a contare 30-40 uomini. I Valdesi intercettarono una delle colonne di nuovo a roccia Rumer, ma la seconda colonna si avvicinava dall'alto rischiando di aggirarli. Accortosene, Janavel guidò i suoi uomini verso la cresta sovrastante; i valdesi attraversarono d'impeto la seconda colonna e si disposero in posizione dominante, da dove, sfruttando il vantaggio, riuscirono a respingere le truppe del marchese, che persero 65 uomini. I valdesi inseguirono poi le truppe in fuga, le intercettarono ad un passo obbligato e causarono ancora notevoli perdite.
Il Pianezza decise un attacco massiccio. Raccolse 10.000 uomini, ed il 3 maggio li mandò in tre gruppi separati verso Rorà: uno da Bagnolo, uno da Villar Pellice, uno da Luserna. Janavel intercettò le truppe da Villar ed attaccò battaglia, ma gli altri gruppi entrarono in valle, bruciarono e saccheggiarono il villaggio, massacrarono numerosi abitanti, ed imprigionarono i superstiti. Janavel abbandonò la battaglia e si ritirò con i suoi nella valle di Luserna. Il marchese di Pianezza poté quel giorno dichiarare la vittoria sugli "eretici". Il 6 maggio, in una comunicazione al Duca di Savoia, il marchese comunicò di aver risolto il problema valdese con queste parole:
Il 4 maggio il Pianezza lanciò un ultimatum a Janavel. Minacciò di far torturare la moglie e le figlie del condottiero valdese, prese prigioniere il giorno prima, se questi non si fosse arreso; minacciò inoltre di mettere una taglia sulla sua testa, e promise che se non si fosse consegnato spontaneamente, in caso di arresto sarebbe stato sottoposto a torture pesantissime. Janavel rifiutò l'ultimatum, ed immediatamente il Pianezza mise una taglia sulla sua testa. Janavel recuperò il figlio, che era in custodia di un parente a Villar, e fuggì in Delfinato con i suoi; qui mise il figlio al sicuro, e si prodigò per far riposare e rifocillare le sue truppe.

## Reazioni internazionali
Léger, fuggito con Janavel, si recò a Parigi, dove si attivò per diffondere le notizie del massacro. Successivamente, si adoperò anche nei Paesi Bassi ed in Inghilterra. Nel contempo, la duchessa di Savoia si attivò presso la Francia, chiedendo al cardinale Mazarino di impedire l'accesso in Francia dei profughi.
Al rifiuto del cardinale, la duchessa chiese che i profughi fossero allontanati ad almeno tre giorni di viaggio dalla frontiera, ma di nuovo Mazarino rifiutò. La duchessa infine riuscì ad ottenere che la Francia vietasse ai suoi sudditi di espatriare per aiutare i Valdesi. All'estero, intanto, le notizie delle stragi cominciarono a diffondersi, suscitando vive reazioni. Molti governi d'Europa, tra cui il re di Svezia e di Danimarca, alcuni cantoni svizzeri, e le città di Berna e Ginevra, manifestarono il loro appoggio ai Valdesi.
In molti paesi protestanti (Inghilterra, Paesi Bassi, Svezia, ma anche Germania e Francia) si tennero dei digiuni pubblici per i Valdesi, e furono aperte delle sottoscrizioni. Oliver Cromwell offrì ai Valdesi di accogliere i profughi in Irlanda, ma i Valdesi gli chiesero di inviare piuttosto un ambasciatore plenipotenziario a Torino per perorare la loro causa, richiesta che Cromwell accolse prontamente. Il poeta John Milton scrisse un sonetto sui fatti, On the Late Massacher in Piemont (sic) (Sul recente massacro in Piemonte). La Francia accolse i profughi, che furono messi sotto la tutela del Re. La corte di Savoia tentò a questo punto di negare i fatti accaduti, senza peraltro riuscirvi.

## La resistenza valdese
Dopo qualche giorno passato a rimettersi, Janavel ed i suoi rientrarono nelle valli, e si stabilirono sulla "Pelaia di Geymet". Da qui Janavel aveva tentato senza successo di impadronirsi di Lusernetta, inaugurando la fase di contrattacco delle truppe valdesi. Questo fatto seminò il terrore nei paesi ai piedi delle montagne. Un contingente irlandese venne acquartierato a Bibiana in sua difesa, ma i soldati si lasciarono andare a tali eccessi che la popolazione stessa giunse a prendere le armi ed a cacciarli.
Dopo un mese di esilio, anche i profughi della valle Angrogna, guidati da Bartolomeo Jahier, rientrarono nelle valli, posizionandosi ad Angrogna e Pramollo. Jahier invitò Janavel a ricongiungersi con lui e le sue truppe, ed il 27 maggio i due gruppi si riunirono sul torrente Angrogna. La sera stessa attaccarono Garzigliana, senza successo. Il giorno successivo, attaccarono San Secondo di Pinerolo, stavolta con successo. Entrati in città, vi trovarono una guarnigione irlandese, che venne massacrata. In tutto furono uccisi 700 od 800 irlandesi, e 650 piemontesi; secondo il Muston, gli abitanti disarmati vennero risparmiati, salvo una ragazza che rimase uccisa da una pallottola vagante.
La conseguente ondata di terrore mise l'opinione pubblica contro il Pianezza. Questi mise una taglia sui maggiori capi valdesi (300 ducati sulla testa di Janavel, 600 su quella di Jahier), ma ciò nonostante le truppe valdesi continuavano ad aumentare, rinforzate da volontari dal Queyras e dalla val Chisone,, nonché da gruppi di volontari ugonotti dalla Francia. Il 2 giugno i Valdesi attaccarono Bricherasio. L'attacco fallì, ma riuscirono ad infliggere notevoli perdite alle truppe del Pianezza. Pochi giorni dopo, Janavel assalì una colonna in transito da Luserna al forte di Mirabouc, causandole serie perdite.
Janavel si spostò quindi verso Villar Pellice, dove molti si erano convertiti al cattolicesimo, e riuscì a convincere molti abitanti ad unirsi alle sue truppe. A questo punto le truppe di Janavel e Jahier ammontavano in totale a circa 600 uomini, divisi in due gruppi circa uguali sotto i due comandanti, ed avevano il loro quartier generale in borgata Verné, vicino ad Angrogna. I due gruppi congiunti assalirono quindi Torre Pellice; anche in questo caso l'attacco non riuscì, ma furono inflitte notevoli perdite ai difensori.
Jahier partì per una spedizione di rifornimento a Crissolo; il paese, che aveva appoggiato le truppe del Pianezza, fu saccheggiato. Nel frattempo, truppe provenienti da San Secondo e dai paesi limitrofi attaccarono i valdesi di Angrogna, ma vennero respinte. Al suo ritorno, Jahier partì per Pragelato per vendere parte del bottino. Dopo 8 giorni, il 13 giugno, Janavel decise di attaccare Luserna solo con i suoi; nel frattempo però era arrivato un nuovo reggimento di difensori, e Janavel dovette ritirarsi.
Il 15 giugno il Pianezza attaccò le truppe di Janavel ad Angrogna con 3000 uomini. Janavel si portò in quota, confrontò gli assalitori per 5 ore, poi contrattaccò, disperdendo gli assalitori. In quel momento, tornarono Jahier e le sue truppe; i due gruppi si riunirono, ed attaccarono le truppe del Pianezza a San Giovanni, dove queste si stavano raggruppando. Qui Janavel venne ferito gravemente da una pallottola; fece in tempo a lasciare il comando a Jahier, poi perse conoscenza. Fu trasportato a Pinasca, dove fu curato, ed impiegò sei settimane a rimettersi. Jahier, mal consigliato da un traditore, quella sera stessa cercò di attaccare Osasco; attirato in un'imboscata, venne ucciso con le sue truppe.
Nonostante la perdita di Janavel e Jahier, i Valdesi non si sbandarono. Dall'estero giungevano truppe e comandanti a loro rinforzo. Anche Léger rientrò, ed il giorno dopo il suo arrivo si spostò nel territorio di Angrogna, fermandosi al colle della Vaccera. Quella notte, alcuni esploratori valdesi incontrarono un reggimento piemontese, formato dai volontari dei paesi della pianura, diretti ad attaccare i Valdesi ad Angrogna; gli esploratori riuscirono ad avvertire per tempo i loro compagni accampati al colle della Vaccera, dove il giorno dopo i piemontesi attaccarono, venendo respinti dopo una giornata di combattimenti. Pochi giorni dopo, una spedizione della guarnigione di Torre Pellice viene ancora respinta, ed il contrattacco valdese giunse ai limiti della stessa città.
Alcuni giorni dopo, il 26 luglio, i valdesi effettuarono un nuovo attacco a Torre Pellice. Comandante in capo delle truppe era il francese Descombies, che era arrivato il 17 luglio, ed era riuscito ad organizzare anche un piccolo squadrone di cavalleria. Anche Janavel, parzialmente rimessosi, si era ricongiunto alle truppe, pur non essendo in grado ancora di combattere. Non conoscendo sufficientemente bene le capacità delle truppe valdesi, il Descombes fece affidamento sulle sue truppe francesi, che effettuarono una ricognizione alla cittadella di Torre Pellice e la dichiararono imprendibile.
I ricognitori furono però scorti, e le autorità di Torre Pellice comunicarono la notizia a Luserna, da dove partì in soccorso un reggimento al comando del capitano de Marolles. I Valdesi fecero per ritirarsi, ma due comandanti delle valli, Bellin e Peironnel, decisero di tentare ugualmente un assalto; furono seguiti da circa metà delle truppe, compreso Janavel, che sarebbe rimasto di vedetta in alto, mentre Descombes condusse il resto delle truppe alla Vaccera. I Valdesi attaccarono d'impeto, sfondarono nei pressi del convento dei Cappuccini, cui dettero fuoco, ed attaccarono la cittadella. Questa stava già trattando la resa, quando Janavel vide arrivare il reggimento di de Marolles, e suonò la ritirata prima che le sue truppe fossero accerchiate dalla cavalleria.

## Le Patenti di Grazia
Intanto, le diplomazie europee si erano mosse in favore dei Valdesi. Il Re di Francia aveva assicurato il suo appoggio in un documento a Cromwell, ed aveva dato istruzioni al suo ambasciatore a Torino, de Servient, di impegnarsi a favore della causa valdese. Lo stesso Cromwell aveva inviato un suo ambasciatore plenipotenziario, Morland, per perorare la loro causa. Anche Paesi Bassi e Svizzera avevano inviato i loro rappresentanti. Di fronte alle richieste degli ambasciatori (soprattutto di Morland), la duchessa di Savoia dichiarò di esserse stupita dal fatto che ambasciatori di paesi così lontani avessero potuto prestare ascolto a voci così imprecise; che non si erano avute atrocità, bensì punizioni moderate e paterne verso dei sudditi ribelli, che nessun sovrano avrebbe potuto perdonare; ma che comunque, li avrebbe perdonati.
Morland ripartì, e subito si iniziarono le trattative tra la corte di Torino ed i rappresentanti dei Valdesi, assistiti dagli ambasciatori svizzeri ed il de Servient; rimasero invece esclusi dalla trattativa gli ambasciatori di Inghilterra e Paesi Bassi. Il 18 agosto 1655 vennero firmate a Pinerolo le Patenti di Grazia, le quali garantivano il "perdono" ai Valdesi per la loro "ribellione in armi", e ripristinavano almeno in parte le libertà civili e religiose dei Valdesi, ma introducendo nuove limitazioni rispetto al preesistente trattato di Cavour del 1561, in particolare il divieto di risiedere sulla destra del torrente Pellice, a Luserna, Lusernetta, Bibiana, Campiglione, Fenile, Garzigliana, Bricherasio e San Secondo di Pinerolo.
Il Muston fa notare come la gestione sia delle persecuzioni che delle trattative sia da attribuire più alla reggente duchessa di Savoia Maria Cristina che al duca Carlo Emanuele II, come si evincerebbe anche da alcune frasi delle patenti medesime.

## Dopo le Patenti di Grazia
I termini delle Patenti non furono integralmente rispettati, e le tensioni tra Ducato e comunità valdese proseguirono.
Janavel rimase latitante, con l'intenzione di continuare la lotta armata, e subì una condanna a morte in contumacia nel 1661. Nel 1663 vi fu un'ulteriore insurrezione valdese da lui guidata, che però non ottenne risultati. Un sinodo valdese nello stesso anno sconfessò Janavel, che dovette espatriare a Ginevra, mentre Léger si trasferì a Leida; nel 1664 il duca di Savoia firmò delle nuove patenti, che sarebbero durate fino alle nuove persecuzioni del 1685.